# Národní shromáždění republiky Československé (1920–1939)
Národní shromáždění republiky Československé byl nejvyšší zákonodárný sbor Československa v letech 1920–1939. Šlo o dvoukomorový parlament, který se skládal z poslanecké sněmovny s 300 a senátu se 150 členy.

## Historie Národního shromáždění
Složení Národního shromáždění republiky Československé bylo poprvé určeno v parlamentních volbách v roce 1920, kterými skončila činnost dosavadního Revolučního národního shromáždění. Dále pak v parlamentních volbách v roce 1925, parlamentních volbách v roce 1929 a parlamentních volbách v roce 1935. Kromě toho se ještě konaly volby do parlamentu Československé republiky na Podkarpatské Rusi 1924, kterými bylo Národní shromáždění doplněno o zástupce této nejvýchodnější části Československa (v letech 1925, 1929, 1935 již Podkarpatská Rus volila řádně v celostátních parlamentních volbách). Ústava původně předpokládala také zřízení zákonodárného sněmu Podkarpatské Rusi, k čemuž ale nikdy během první republiky nedošlo. Až po zesílení autonomistických tendencí ve východních částech státu koncem 30. let se s ním znovu počítalo, fakticky ale vznikl jen snem Slovenskej krajiny.
Po Mnichovské dohodě a nástupu druhé republiky pokračovala činnost Národního shromáždění republiky Československé formálně dál, byť s výraznými změnami. Zejména došlo k masivní ztrátě poslaneckých a senátorských křesel u těch zastupitelů, kteří se bydlištěm nacházeli v územích odstoupených jiným státům, jednak byly mandáty některých zastupitelů zrušeny (Komunistická strana Československa, viz například Rudolf Appelt). Další změny souvisely s částečnou proměnou politického systému od zastupitelské k autoritativní demokracii. Poslanecká sněmovna Národního shromáždění republiky Československé naposledy zasedala 16. prosince 1938, senát Národního shromáždění republiky Československé se naposledy sešel 17. prosince. Formálně činnost obou komor zanikla s koncem ČSR v březnu 1939.

## Volby do Národního shromáždění
Národní shromáždění bylo voleným zákonodárným orgánem, jehož fungování bylo určeno ústavou z roku 1920. Pasivní volební právo bylo v případě poslanecké sněmovny stanoveno na 30 let, aktivní na 21 let. Okolo zřízení senátu se vedly značné spory. Katolický a národně demokratický politický tábor navrhovaly posunout hranici pro aktivní i pasivní volební právo do senátu výrazně nahoru, zatímco jeden z autorů ústavy Jiří Hoetzel navrhoval senát složený z částečně jmenovaných, nikoliv volených zástupců. Levice ale takové návrhy odmítala. Pasivní volební právo u voleb do senátu bylo nakonec stanoveno na 45 let a aktivní na 26 let.

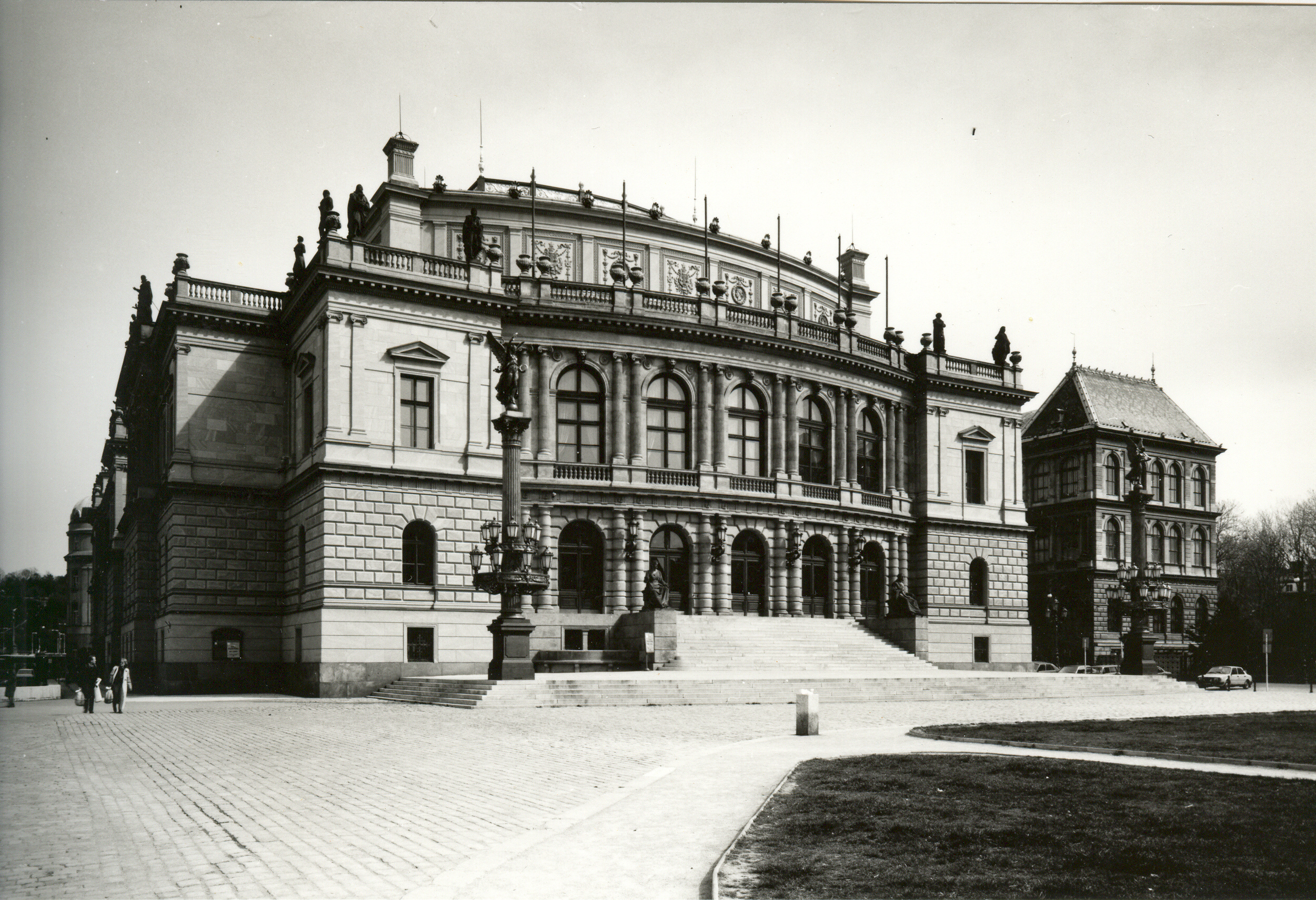
Rudolfinum, sídlo poslanecké sněmovny

Volby do obou komor se konaly podle zásady poměrného zastoupení, a to ve volebních krajích, které v českých zemích odpovídaly připravovaným, ale nakonec neuskutečným župám. Volební období poslanecké sněmovny mělo trvat 6 let a senátu 8 let, ale spolu s rozpuštěním sněmovny byl vždy rozpuštěn i senát, proto se volby konaly současně. Volebních krajů pro volby do poslanecké sněmovny bylo 22, u senátu byly spojovány většinou po dvou, celkem jich bylo 12. O platnosti voleb rozhodoval případně volební soud. Zvolení poslanci a senátoři na první schůzi své komory skládali slib: „Slibuji, že budu věren republice Československé a že budu zachovávati zákony a mandát svůj zastávati podle svého nejlepšího vědomí a svědomí.“

## Pravomoci Národního shromáždění
Protože zákonodárná činnost zemských sněmů zanikla a ústavou předpokládaný sněm Podkarpatské Rusi nebyl zřízen, bylo Národní shromáždění jediným zákonodárným orgánem Československa. K přijetí zákona bylo zapotřebí nadpoloviční většiny přítomných v každé komoře, s vypovězením války nebo se změnou ústavy ale musely souhlasit nejméně tři pětiny všech poslanců a tři pětiny všech senátorů. Návrh zákona mohla podat vláda nebo se na něm mohla usnést kterákoli komora (návrh zákona o státním rozpočtu nebo branného zákona ale mohla podat jen vláda a předkládal se nejdříve poslanecké sněmovně). Komory Národního shromáždění nebyly v zákonodárném procesu zcela rovnoprávné, zatímco poslanecká sněmovna mohla přehlasovat zamítnutí svého návrhu senátem, senátní návrh se zákonem nestal, pokud byl ve sněmovně znovu zamítnut, přestože na něm senát po prvním zamítnutí setrval. Podobně prezident disponoval suspenzívním vetem, které mohly přehlasovat obě komory nadpoloviční většinou všech svých členů, ale stačily k tomu i jen tři pětiny všech poslanců. Ústava znala také možnost lidového referenda, pokud by vládní návrh zákona, s výjimkou ústavních změn, parlamentem neprošel.
Obě komory Národního shromáždění k řádnému jarnímu a podzimnímu nebo i k mimořádným zasedání svolával a jejich zasedání prohlašoval za ukončené prezident republiky, který měl také právo parlament rozpustit. Obě komory jednaly samostatně, na společné schůzi, kterou řídil předseda poslanecké sněmovny, Národní shromáždění pouze volilo prezidenta republiky a přijímalo jeho slib. Zvláštní pravomocí Národního shromáždění byla možnost stíhat prezidenta pro velezradu a předsedu či jiné členy vlády kvůli porušení ústavních nebo zákonných povinností v jejich úřední působnosti. Obžalobu v obou případech mohla podat poslanecká sněmovna, jestliže by se na tom shodla alespoň dvoutřetinová většina poslanců, a řízení by se pak vedlo před senátem.

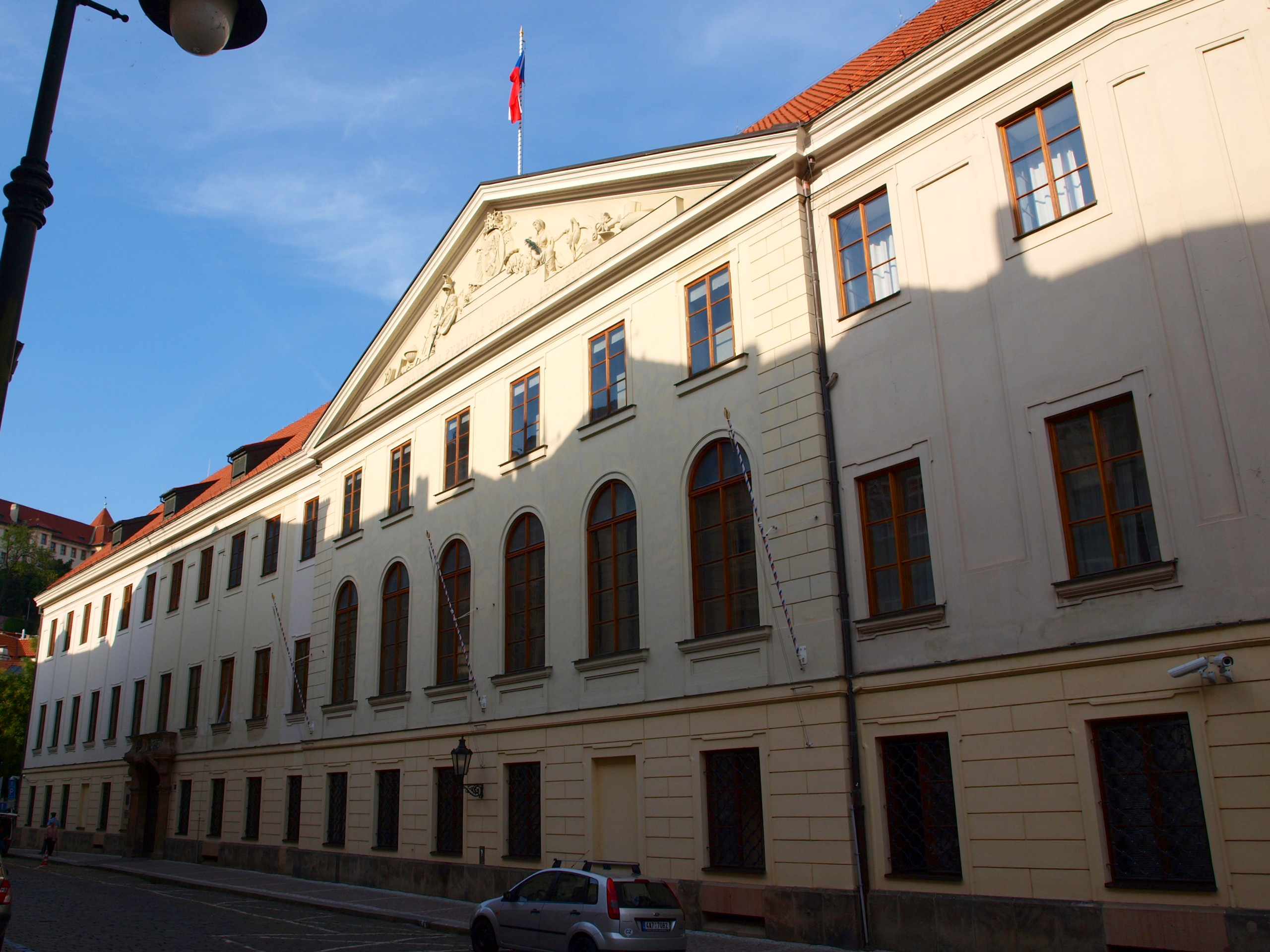
Thunovský palác, sídlo senátu

Pro neodkladná rozhodování v době, kdy komory nezasedaly, ústava vytvářela 24členný stálý výbor Národního shromáždění, do něhož poslanecká sněmovna volila 16 řádných členů a stejný počet náhradníků a senát 8 řádných členů a stejný počet náhradníků. Předseda a druhý místopředseda výboru byli poslanci, první místopředseda senátor. Výbor mohl přijímat opatření i ve věcech, ke kterým by jinak bylo zapotřebí zákona (nemohl ale měnit ústavní zákony, ukládat trvalé finanční povinnosti občanům, trvale zatěžovat státní finance nebo zcizovat státní majetek). Taková zákonná opatření musela navrhovat vláda se schválením prezidenta a hlasovat pro ně musela nadpoloviční většina všech členů výboru, v ostatních případech stačila nadpoloviční většina přítomných. Všechna opatření, která neschválily obě komory Národního shromáždění do dvou měsíců od doby, kdy se již sešly, pozbyla další platnosti.
Poslanci a senátoři měli imunitu. Nemohli být vůbec stíháni za to, jak hlasovali, a za výroky učiněné v parlamentu podléhali jen disciplinární pravomoci své komory. Také nemuseli vypovídat a trestní nebo přestupková odpovědnost za jiné činy byla navždy vyloučena, pokud ke stíhání nedala souhlas jejich komora (netýkalo se to však trestní odpovědnosti, kterou daný poslanec nebo senátor měl jako odpovědný redaktor). Měli též právo interpelace vůči předsedovi a ostatním členům vlády a obě komory i jejich výbory měly právo si kdykoli osobně předvolat kteréhokoliv ministra. Podrobnosti ohledně složení a jednání upravovaly jednací řády obou komor, u poslanecké sněmovny zákon č. 325/1920 Sb., u senátu zákon č. 326/1920 Sb.

## Sídlo Národního shromáždění
Již od vzniku Československa se uvažovalo o vybudování sídla parlamentu v Praze na Letné (v architektonické soutěži roku 1928 zvítězil funkcionalistický návrh architekta Josefa Štěpánka), k výstavbě však nikdy nedošlo. Jako původně přechodné sídlo pro poslaneckou sněmovnu Národního shromáždění byla vybrána a upravena budova Rudolfina. Senát sídlil v Thunovském paláci ve Sněmovní ulici, v prostorách dnešní Poslanecké sněmovny.

## Vedení Národního shromáždění

### Předsedové poslanecké sněmovny Národního shromáždění
- 1920–1925 František Tomášek
- 1925–1932 Jan Malypetr
- 1932–1935 František Staněk
- 1935 Bohumír Bradáč
- 1935–1939 Jan Malypetr

### Předsedové senátu Národního shromáždění
- 1920 Cyril Horáček
- 1920–1924 Karel Prášek
- 1924–1926 Václav Donát
- 1926 Václav Klofáč
- 1926–1929 Mořic Hruban
- 1929–1939 František Soukup